# Supraviețuitorul (film din 2021)
Supraviețuitorul (titlu original: The Survivor) este un film american dramatic biografic din 2021, regizat de Barry Levinson, după un scenariu de Justine Juel Gillmer. Ben Foster joacă rolul boxerului Harry Haft, un supraviețuitor real din lagărul de concentrare Auschwitz, unde și-a bătut colegii deținuți pentru a supraviețui. Vicky Krieps, Billy Magnussen, Peter Sarsgaard, John Leguizamo și Danny DeVito au mai apărut în acest film.
A avut premiera mondială la Festivalul Internațional de Film de la Toronto 2021, în septembrie 2021.

## Distribuție
- Ben Foster - Harry Haft
- Vicky Krieps - Miriam Wofsoniker
- Billy Magnussen - Dietrich Schneider
- Peter Sarsgaard - Emory Anderson
- John Leguizamo - Pepe
- Danny DeVito - Charlie Goldman
- Dar Zuzovsky - Leah
- Saro Emirze⁠(de)[traduceți] - Perez Haft
- Kingston Vernes - Alan Haft
- Sophie Knapp - Helene Haft
- Björn Freiberg - Referee
- Pablo Raybould - Blinky Palermo